# باشگاه فوتبال سیبو
باشگاه فوتبال داینامیک هرب سبو یک باشگاه فوتبال در کشور فیلیپین، شهر سبو، استان سیبو است که در سال ۲۰۲۱ تاسیس شده است و در لیگ فوتبال فیلیپین بازی می‌کند.